# コジキイチゴ
コジキイチゴ（乞食苺、学名：Rubus sumatranus Miq.）は、バラ科バラ亜科キイチゴ属に分類される落葉小低木の1種。別名はフクロイチゴ。

## 特徴
茎の高さは1-1.5m程度で、落葉小高木である。茎はよく分枝し、高くなるとよく横に倒れる。茎や枝、葉の羽軸などに長さ5mmほどの暗紅色の長い腺毛が密生しており、その間に鉤状になった棘がまばらにあり、さらに軟毛も少し生えている。葉は羽状複葉で5-7個の小葉からなるが、茎の上の方では3小葉のものになる。小葉の縁は所々が大きく欠けた鋸歯縁で、裏面では主な葉脈の上に腺毛があり、時には開出した毛が生える。また、表側は葉脈に沿って窪み、網状の皺がある。頂小葉は卵形から披針形で先端は突き出して尖り、長さは4-8cmで基部は丸く、葉柄の部分でやや窪んでいる。なお、頂小葉が大きく3裂する場合がある。側小葉は披針形で、托葉も披針形である。
花期は5-6月で、枝の先に散房状の集散花序として生じる。花軸や小花柄には長い腺毛を密生し、軟毛も多少生えている。
晩春に白い花を横向きにつける。萼は外面に腺毛、内面と縁には短毛があり、花後に反り返る。長さ約1.5 cmの橙色の果実は直立し、初夏に熟して食べられる。

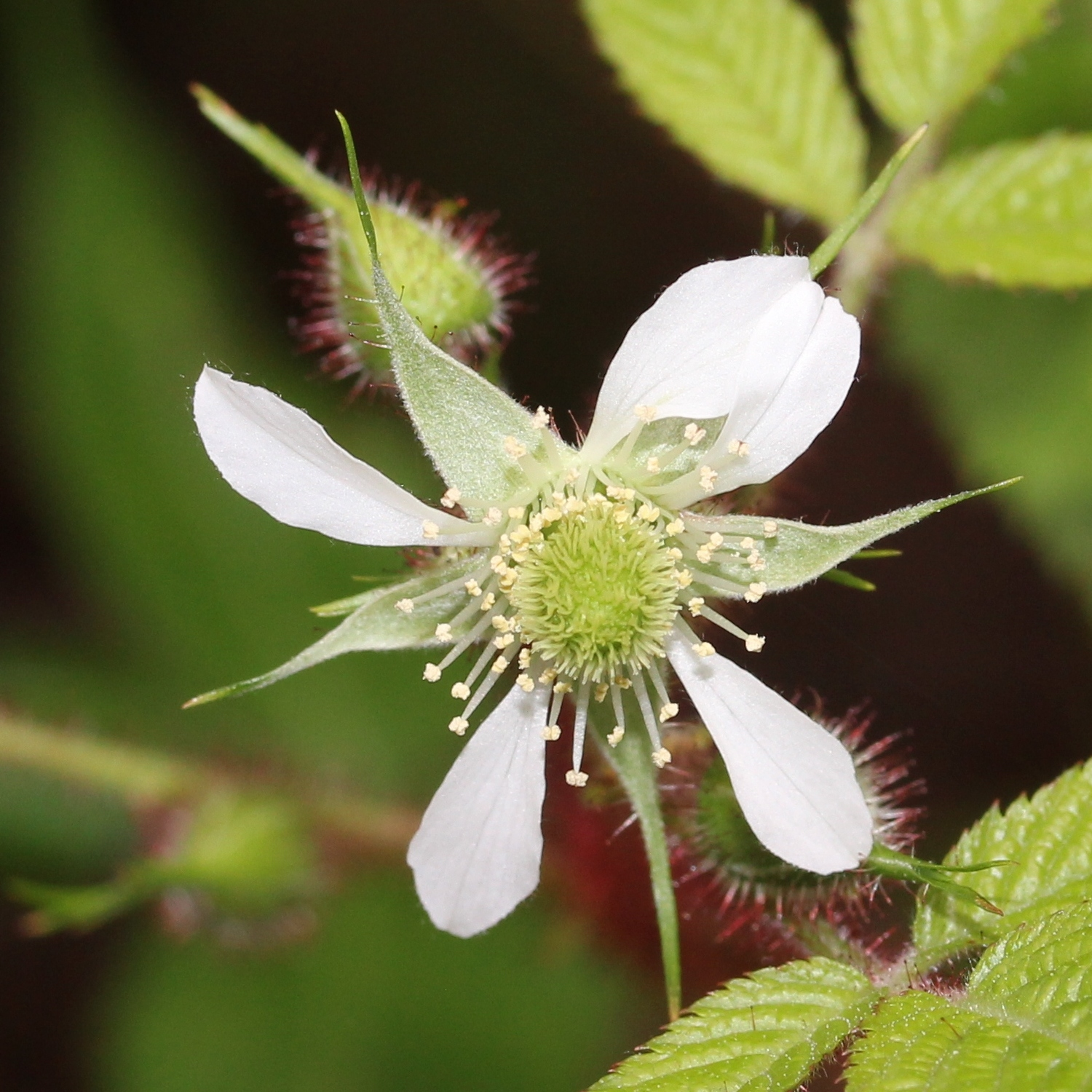
花の細部
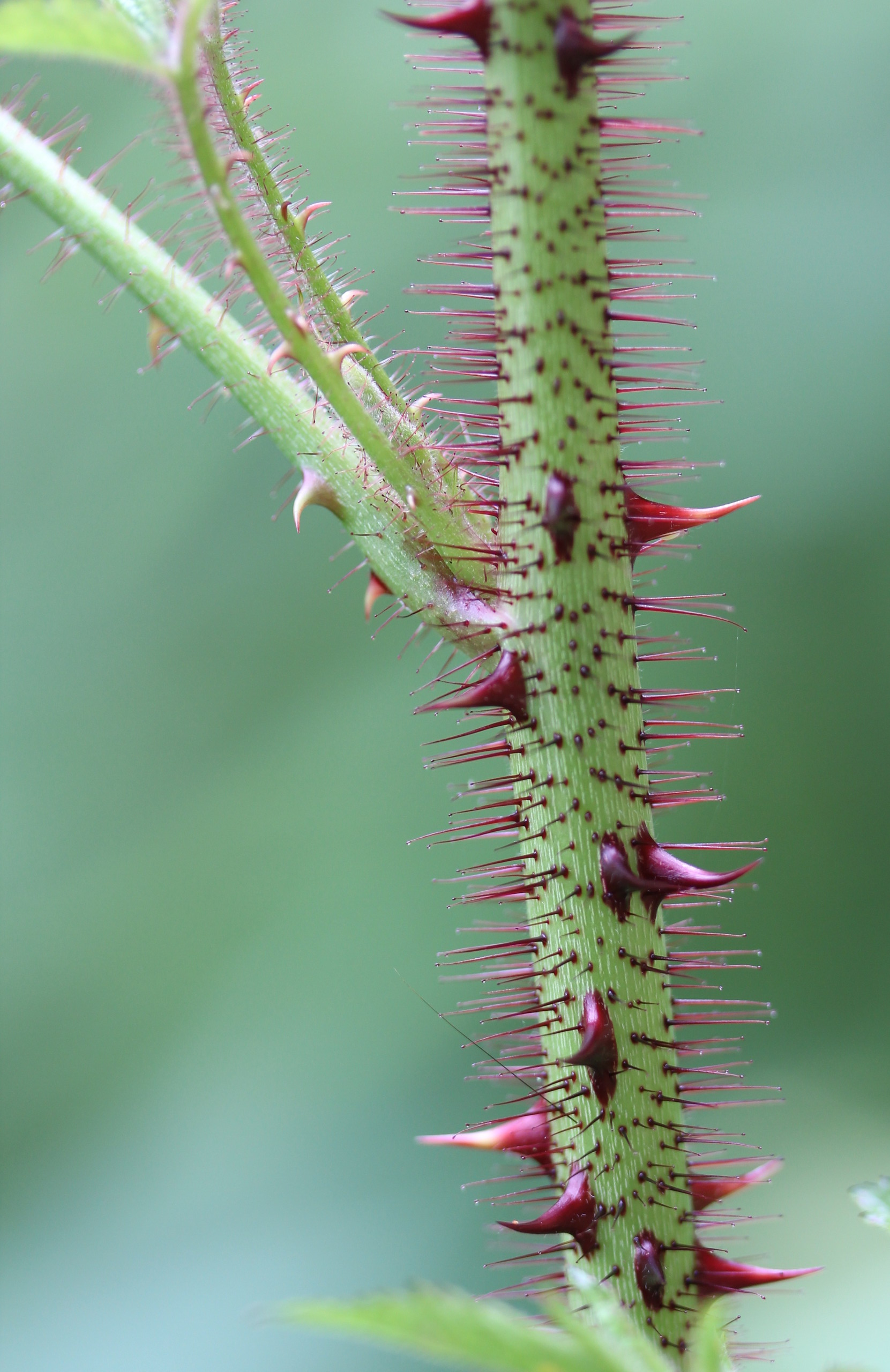
茎には扁平な棘と腺毛が密生する
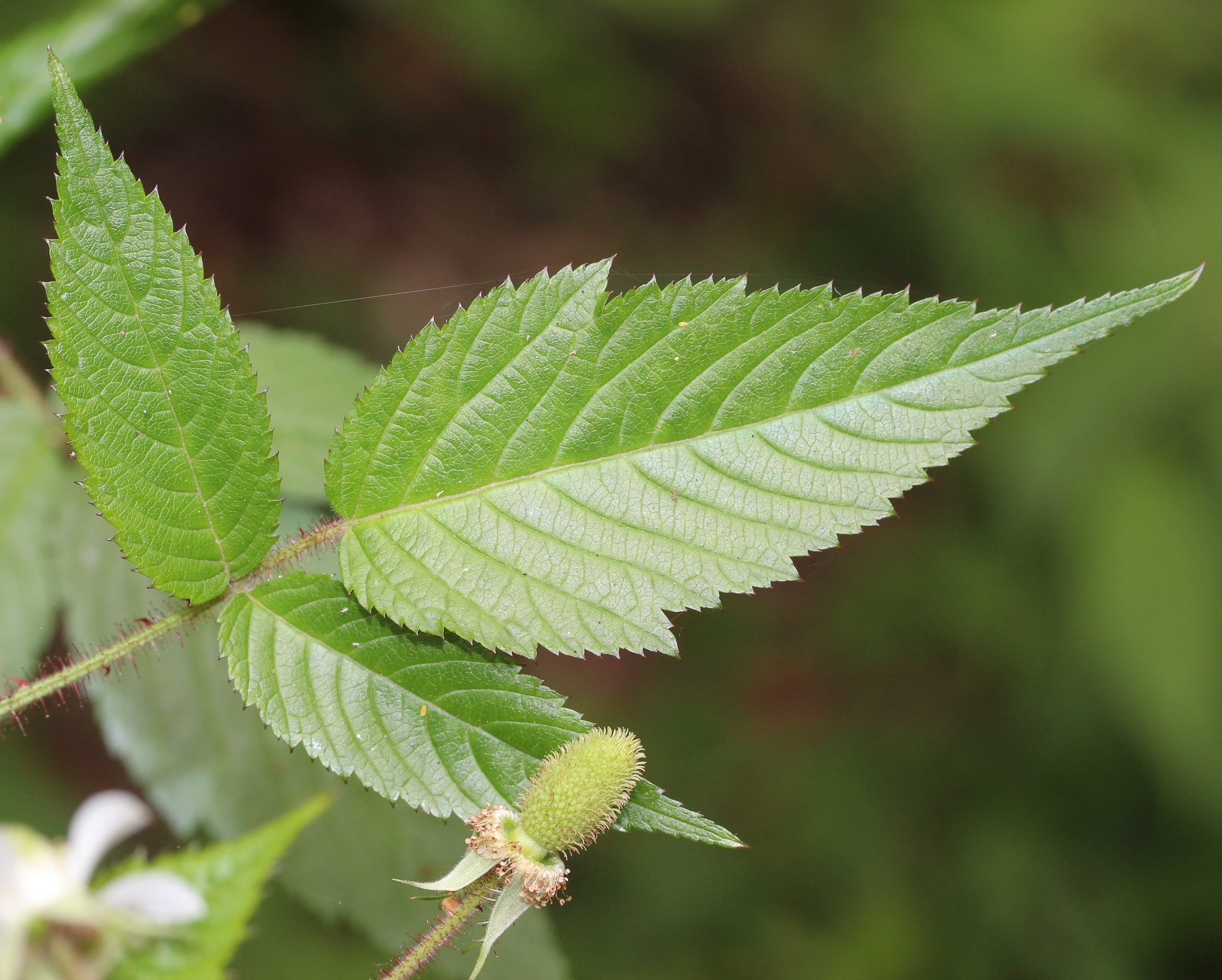
葉（表面）と若い果実
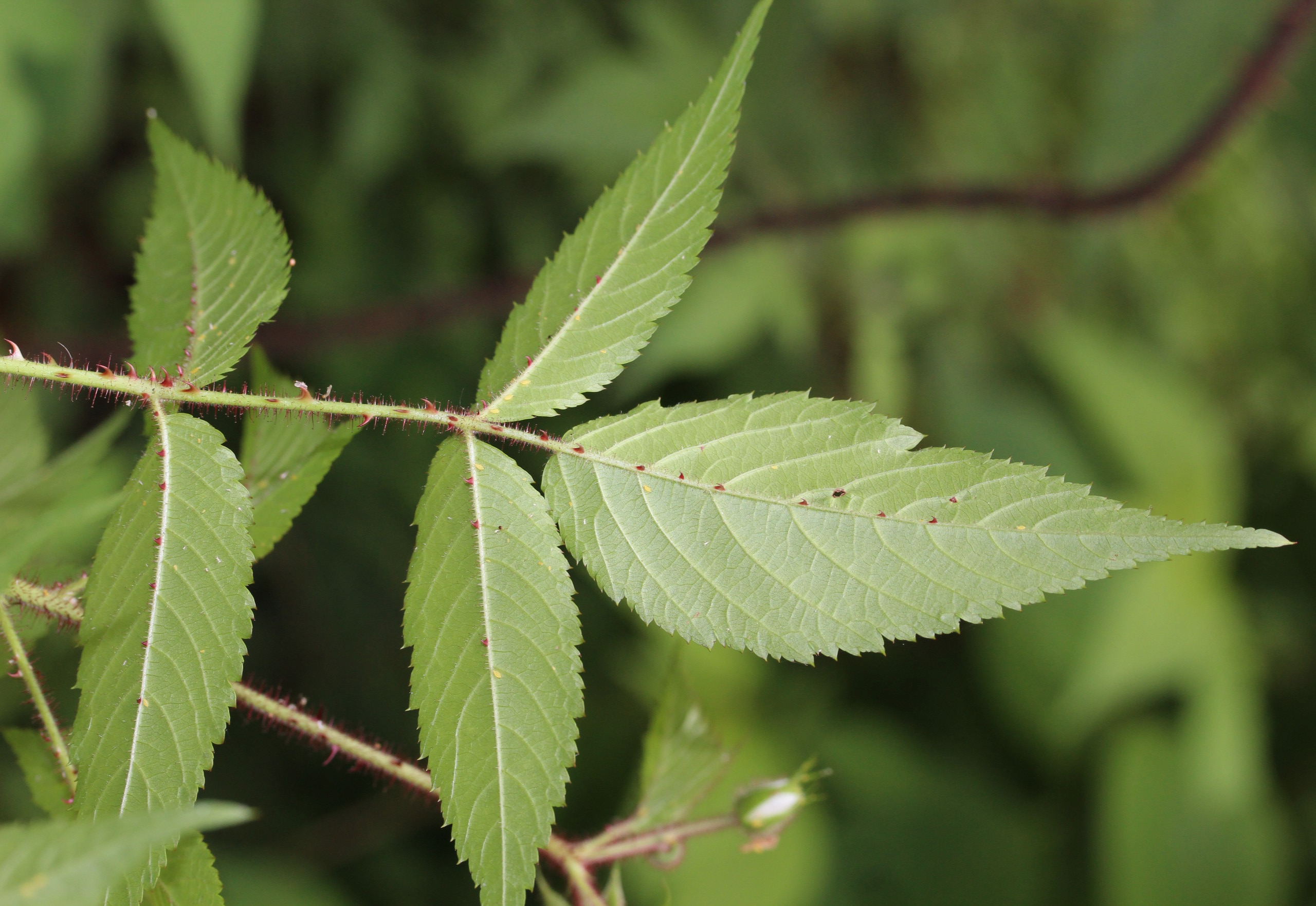
葉（裏面）

## 分布と生育環境
インドシッキム州、東南アジア、中国、朝鮮半島南部から日本にかけての、熱帯と暖帯の地域に分布する。
日本では、本州（東海道以西）、四国、九州、にかけての暖温帯に分布する。荒地や林縁などの、日当たりの良い場所にやや稀に生育する。

## 種の保全状況評価
日本では、以下の多数の都道府県によりレッドリストの指定を受けている。
- 絶滅危惧IA類 - 東京都西多摩[7]、長崎県
- 絶滅危惧I類 - 島根県[8]
- 絶滅危惧IB類 - 茨城県[9]、長野県[10]
- 絶滅危惧II類 - 熊本県[11]
- 準絶滅危惧種 - 佐賀県[12]、大分県[13]、鹿児島県[14]
- 要注目 - 福井県[15]

## 類似種
葉が羽状複葉になる同属の植物はバライチゴ R. illecebrosus など数多くある。しかし、本種の茎などに一面に生える長い腺毛が独特で、区別は容易である。ウラジロイチゴ R. phoennicoasius も長い腺毛を多く持つが、普通は3小葉で、葉裏に白い綿毛を密生する点で区別できる。